# NGC 4526
NGC 4526 (NGC 4560) é uma galáxia lenticular (SB0) localizada na direcção da constelação de Virgo. Possui uma declinação de +07° 41' 56" e uma ascensão recta de 12 horas, 34 minutos e 02,8 segundos.
A galáxia NGC 4526 foi descoberta em 13 de Abril de 1784 por William Herschel.